# Rue Scribe (Nantes)
Pour les articles homonymes, voir rue Scribe.
La rue Scribe est l'une des principales rues commerçantes de Nantes, dans le département français de la Loire-Atlantique.

## Situation et accès
Cette artère piétonne est située dans le centre-ville, derrière le théâtre Graslin, et relie la rue Racine à l'ouest, au niveau de la place Paul-Émile-Ladmirault, à la rue Boileau à l'est. Elle rencontre successivement les rues Franklin, Lekain, Corneille, le passage Graslin (qui rejoint également la rue Lekain), les rues Molière et Jean-de-La-Fontaine, ainsi que le passage des Écoles et que le passage de la Châtelaine (qui permet de rejoindre la rue Crébillon).

## Origine du nom
La rue Scribe est nommée d'après l'auteur dramatique Eugène Scribe (1791-1861).

## Bâtiments remarquables et lieux de mémoire
Elle contient de nombreux bars, restaurants et boutiques de mode.
Le bar Le Scribe situé au no 14 de la rue du même nom fut le lieu de rendez-vous des rockeurs nantais du milieu des années 1980 jusqu'à sa fermeture en 2002.

## Voies perpendiculaires secondaires

### Passage Graslin
Situé au niveau du no 18, ce petit passage couvert bordé de quelques commerces traverse un immeuble baptisé « Espace Graslin » et rejoint la rue Lekain. Outre un parking-silo, cet édifice abrite également la galerie d'expositions Cosmopolis (donnant sur la rue Lekain) qui est aussi le siège de l'association Anneaux de la mémoire.

### Coordonnées des lieux mentionnés
1. ↑  Passage Graslin : 47° 12′ 51″ N, 1° 33′ 44″ O